# Nele Antonissen
Nele Antonissen (Antwerpen, 3 november 1996) is een Belgische handbalster.

## Levensloop
Antonissen werd actief in het handbal bij Uilenspiegel Wilrijk. Op haar 17e werd ze met 207 doelpunten topschutster in eerste nationale. Het daaropvolgende seizoen kwam ze uit voor het Nederlandse Vlug en Lenig Geleen. Vervolgens keerde ze terug naar België waar ze ging spelen voor DHC Waasmunster. en in 2017 maakte ze de overstap naar SV Dalfsen. In 2019, na het afscheid van Dalfsen in het tophandbal, vond ze onderdak bij de Franse eerste divisie-club Octeville-sur-Mer en sinds 2021 komt ze uit voor (het eveneens Franse) Mérignac.
Daarnaast maakt ze deel uit van de Belgische nationale ploeg en werd ze in 2017 verkozen tot handbalster van het jaar.